# JOB KOREA
Job Korea為提供線上就業徵才服務的韓國企業。前身為於1998年設立的Caltech網站。 於2000年5月將公司名稱變更為Job Korea。

## 業務範圍
- 就業應徵事務业支援事业
  - 線上履歷及徵才消息
  - 打工、兼職資訊
  - 獵頭
  - 情報提供 - 教育資訊、就業相關新聞及統計資料
  - 職業發展教育服務等
- 其他：就業博覽會、求職工作坊、求職專題講座、履歷/面試諮詢、求職社群等服務。

## 相關網站
Albamon
專門針對打工、兼職工作提供求職及求人的媒合服務。2004年 4月開始營運。
GAMEJOB
專門針對遊戲產業提供求職及徵才服務。

## 外部連結
- JOB KOREA （页面存档备份，存于）
  - Albamon （页面存档备份，存于）
  - GAMEJOB （页面存档备份，存于）
- 晉州市廳 徵才求職 （页面存档备份，存于）